# Nubiolestes diotima
Nubiolestes diotima là loài chuồn chuồn trong họ Perilestidae. Loài này được Schmidt mô tả khoa học đầu tiên năm 1943.